# Elektromagnetická indukce
Elektromagnetická indukce je jev, při kterém ve vodiči dochází ke vzniku indukovaného elektromotorického napětí Ui a indukovaného proudu v důsledku časové změny magnetického indukčního toku, tj. důsledkem umístění vodiče v nestacionárním magnetickém poli.
Jev byl objeven roku 1831 Michaelem Faradayem.
Velikost indukovaného napětí závisí na velikosti změny magnetického pole a rychlosti této změny.
Napětí a proud, které vznikají při elektromagnetické indukci, nazýváme indukované.
Elektromagnetická indukce se využívá například v indukčních vařičích.